# Lijst van rivieren in Servië

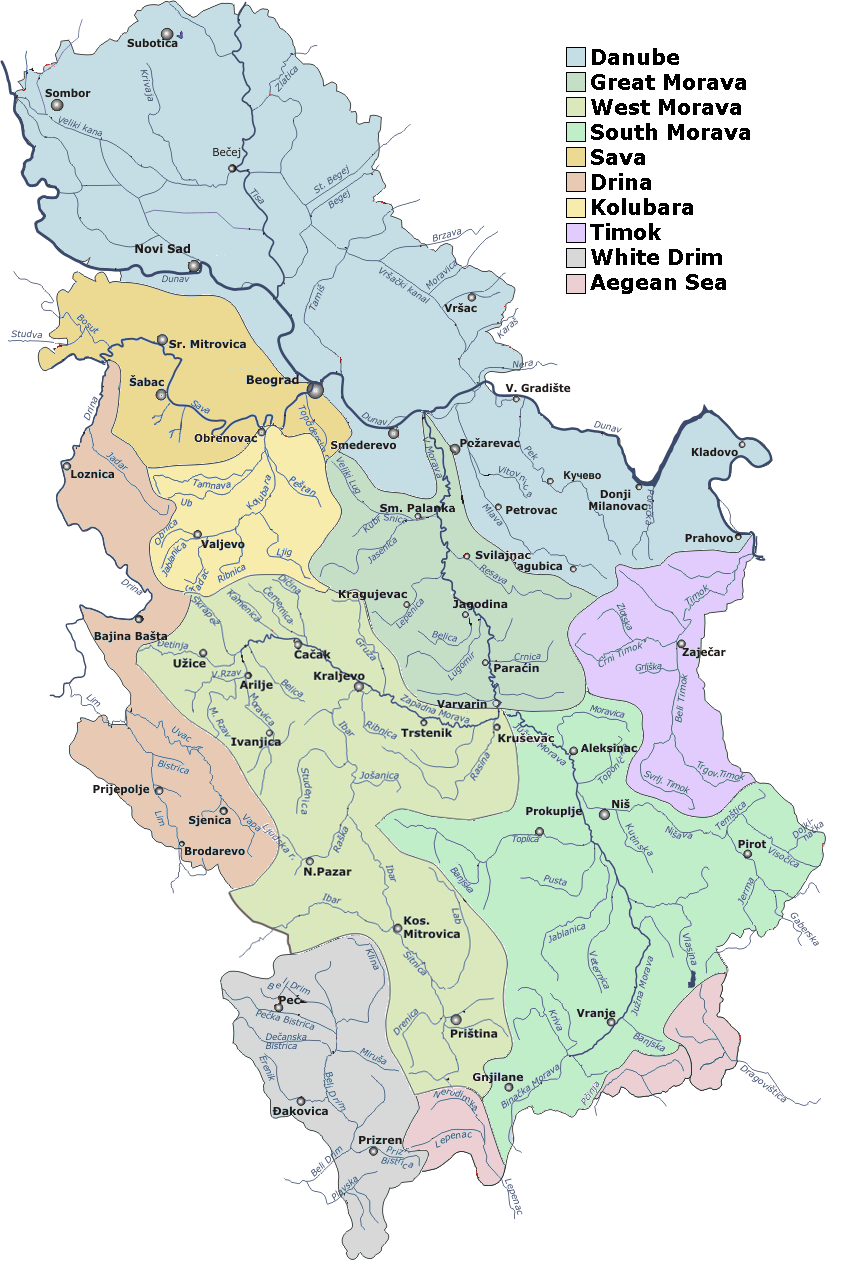
Kaart met rivieren in Servië.

Dit is een lijst van rivieren in Servië.

## Drainagebekkens
De rivieren in Servië behoren tot drie drainagebekkens: Zwarte Zee, Adriatische Zee of Egeïsche Zee.
Het drainagebekken met het grootste oppervlakte op Servisch grondgebied is dat van de Zwarte Zee, dat een oppervlakte beslaat van 81,261 km², ofwel 92% van het grondgebied van Servië, en dat in zijn geheel wordt afgevoerd door één hoofdrivier, de Donau, die uitmondt in de Zwarte Zee. Alle grote rivieren in Servië, waaronder de Tisa, Sava, Velika Morava en Drina, maken deel uit van dit drainagebekken.
Het drainagebekken van de Adriatische Zee heeft een oppervlakte van 4.500 km², ofwel 5% van het grondgebied van Servië. Het omvat de westelijke helft van Kosovo en Metohija en wordt grotendeels gedraineerd door de Witte Drin, die in Albanië samenvloeit met de Zwarte Drin om de Drin te vormen die uiteindelijk uitmondt in de Adriatische Zee. Een kleiner deel van dit drainagebekken stroomt door de Crni Kamen-Radika in de uiterste zuidelijke regio van Gora en mondt uit in de Zwarte Drin in Noord-Macedonië.
Het Egeïsche Zeebekken beslaat 2.650 km², ofwel 3% van het grondgebied van Servië, en omvat het zuidelijke deel van Servië tot aan de Macedonische en Bulgaarse grens. Het gebied wordt gedraineerd door drie rivieren: Lepenac, Pčinja en Dragovištica. De eerste twee stromen in de Vardar in Noord-Macedonië en de derde stroomt in de Strymon in Bulgarije; beide hoofdrivieren monden uit in de Egeïsche Zee.
Het centrale punt van de waterscheiding van de drie drainagebekkens bevindt zich op de Drmanska glava-piek in het Carralevagebergte (Servisch: Црнољева, Crnoljeva), in het midden van Kosovo.

## Langste rivieren
De in deze tabel opgegeven lengtes geven de totale lengte van de rivieren weer, niet alleen het in Servië stromende gedeelte. In deze lijst zijn de rivieren met een lengte vanaf 50 km opgenomen, inclusief riviersystemen die zijn ontstaan door samenvloeiing van andere grote rivieren (zoals de Grote Morava); in die gevallen is de opgegeven lengte gelijk aan het totaal van de rivier en de langere hoofdstroom.
|     | Naam                                | Cyrillisch          | Lengte (km) | Stroom gebied (km²) | Drainage- bekken (zee) | Lengte omvat:                                  | Belangrijkste zijrivier in Servië | Provincies in Servisch stroomgebied | Andere landen binnen stroomgebied                                                   |
| --- | ----------------------------------- | ------------------- | ----------- | ------------------- | ---------------------- | ---------------------------------------------- | --------------------------------- | ----------------------------------- | ----------------------------------------------------------------------------------- |
| 1.  | Donau                               | Дунав               | 2888        | 817000              | Zwarte Zee             | Breg-Donau                                     | Tisza                             | Vojvodina, Centraal-Servië          | Duitsland, Oostenrijk, Slowakije, Hongarije, Kroatië, Roemenië, Bulgarije, Oekraïne |
| 2.  | Tisza                               | Тиса                | 1026        | 157020              | Zwarte Zee             | Zwarte Tisa-Tisa                               | Begej                             | Vojvodina                           | Oekraïne, Roemenië, Hongarije                                                       |
| 3.  | Sava                                | Сава                | 990         | 95719               | Zwarte Zee             | Sava Dolinka-Sava                              | Drina                             | Vojvodina, Centraal-Servië          | Slovenië, Kroatië, Bosnië-Herzegovina                                               |
| 4.  | Velika Morava (Grote Morava)        | Велика Морава       | 493         | 35419               | Zwarte Zee             | Golijska Moravica-Zapadna Morava-Velika Morava | Južna Morava                      | Centraal-Servië                     | geen                                                                                |
| 5.  | Drina                               | Дрина               | 487         | 19570               | Zwarte Zee             | Tara-Drina                                     | Lim                               | Centraal-Servië                     | Montenegro, Bosnië-Herzegovina                                                      |
| 6.  | Tamiš                               | Тамиш               | 359         | 13085               | Zwarte Zee             | hoofdstroom                                    | Brzava                            | Vojvodina                           | Roemenië                                                                            |
| 7.  | Witte Drin                          | Дрим                | 335         | 11756               | Adriatische Zee        | Witte Drin-Drin                                | Klina                             | Kosovo                              | Albanië, Kosovo                                                                     |
| 8.  | Južna Morava (Zuidelijke Morava)    | Јужна Морава        | 295         | 15469               | Zwarte Zee             | Golema-Binačka Morava-Južna Morava             | Nišava                            | Kosovo, Centraal-Servië             | Kosovo, Noord-Macedonië                                                             |
| 9.  | Ibar                                | Ибар                | 276         | 8059                | Zwarte Zee             | hoofdstroom                                    | Sitnica                           | Centraal-Servië, Kosovo             | Kosovo, Montenegro                                                                  |
| 10. | Begej                               | Бегеј               | 254         | 2878                | Zwarte Zee             | hoofdstroom                                    | Novi Begej                        | Vojvodina                           | Roemenië                                                                            |
| 11. | Lim                                 | Лим                 | 220         | 5963                | Zwarte Zee             | Vrmoša-Luča-Plavmeer-Lim                       | Uvac                              | Centraal-Servië                     | Montenegro, Albanië, Bosnië-Herzegovina                                             |
| 12. | Nišava                              | Нишава              | 218         | 3950                | Zwarte Zee             | hoofdstroom                                    | Temštica                          | Centraal-Servië                     | Bulgarije                                                                           |
| 13. | Timok                               | Тимок               | 203         | 4630                | Zwarte Zee             | Svrljiški Timok-Beli Timok-Timok               | Crni Timok                        | Centraal-Servië                     | Bulgarije                                                                           |
| 14. | Bosut                               | Босут               | 186         | 3097                | Zwarte Zee             | Biđ-Bosut                                      | Studva                            | Vojvodina                           | Kroatië                                                                             |
| 15. | Brzava                              | Брзава              | 166         | 1190                | Zwarte Zee             | hoofdstroom                                    | kleinere waterstromen             | Vojvodina                           | Roemenië                                                                            |
| 16. | Toplica                             | Топлица             | 130         | 2600                | Zwarte Zee             | Duboka-Toplica                                 | Kosanica                          | Centraal-Servië                     | geen                                                                                |
| 17. | Pek                                 | Пек                 | 129         | 1236                | Zwarte Zee             | Lipa-Pek                                       | Jagnjilo                          | Centraal-Servië                     | geen                                                                                |
| 18. | Plazović                            | Плазовић            | 129         |                     | Zwarte Zee             | hoofdstroom                                    | kleinere waterstromen             | Vojvodina                           | Hongarije                                                                           |
| 19. | Pčinja                              | Пчиња               | 128         | 3140                | Egeïsche Zee           | hoofdstroom                                    | kleinere waterstromen             | Centraal-Servië                     | Noord-Macedonië                                                                     |
| 20. | Nera                                | Нера                | 124         | 1420                | Zwarte Zee             | hoofdstroom                                    | kleinere waterstromen             | Vojvodina                           | Roemenië                                                                            |
| 21. | Kolubara                            | Колубара            | 123         | 3639                | Zwarte Zee             | Obnica-Kolubara                                | Tamnava                           | Centraal-Servië                     | geen                                                                                |
| 22. | Uvac                                | Увац                | 119         | 1095                | Zwarte Zee             | Rasanska reka-Vapa-Uvac                        | Tisnica                           | Centraal-Servië                     | Bosnië-Herzegovina                                                                  |
| 23. | Mlava                               | Млава               | 118         | 1210                | Zwarte Zee             | Tisnica-Mlava                                  | Vitovnica                         | Centraal-Servië                     | geen                                                                                |
| 24. | Karaš                               | Караш               | 110         | 1400                | Zwarte Zee             | hoofdstroom                                    | Ilidija                           | Vojvodina                           | Roemenië                                                                            |
| 25. | Krivaja (Banat)                     | Криваја             | 109         | 956                 | Zwarte Zee             | hoofdstroom                                    | kleinere waterstromen             | Vojvodina                           | geen                                                                                |
| 26. | Čik                                 | Чик                 | 95          | 481                 | Zwarte Zee             | hoofdstroom                                    | geen                              | Vojvodina                           | geen                                                                                |
| 27. | Rasina                              | Расина              | 92          | 994                 | Zwarte Zee             | hoofdstroom                                    | kleinere waterstromen             | Centraal-Servië                     | geen                                                                                |
| 28. | Sitnica                             | Ситница             | 90          | 3129                | Zwarte Zee             | hoofdstroom                                    | Lab                               | Kosovo                              | Kosovo                                                                              |
| 29. | Tamnava                             | Тамнава             | 90          | 930                 | Zwarte Zee             | hoofdstroom                                    | Ub                                | Centraal-Servië                     | geen                                                                                |
| 30. | Kereš                               | Кереш               | 90          | 976                 | Zwarte Zee             | hoofdstroom                                    | geen                              | Centraal-Servië                     | Hongarije                                                                           |
| 31. | Temštica                            | Темштица            | 86          | 820                 | Zwarte Zee             | Visočica-Temštica                              | Dojkinička reka                   | Centraal-Servië                     | Bulgarije                                                                           |
| 32. | Jablanica                           | Јабланица           | 85          | 895                 | Zwarte Zee             | hoofdstroom                                    | Čokotinska reka                   | Centraal-Servië                     | geen                                                                                |
| 33. | Crni Timok                          | Црни Тимок          | 84          | 1003                | Zwarte Zee             | hoofdstroom                                    | Zlotska reka                      | Centraal-Servië                     | geen                                                                                |
| 34. | Nadela                              | Надела              | 84          |                     | Zwarte Zee             | hoofdstroom                                    | kleinere waterstromen             | Vojvodina                           | geen                                                                                |
| 35. | Jasenica                            | Јасеница            | 79          | 1343                | Zwarte Zee             | hoofdstroom                                    | Kubršnica                         | Centraal-Servië                     | geen                                                                                |
| 36. | Jadar                               | Јадар               | 79          | 894                 | Zwarte Zee             | hoofdstroom                                    | Rakovica                          | Centraal-Servië                     | geen                                                                                |
| 37. | Gruža                               | Гружа               | 77          | 622                 | Zwarte Zee             | hoofdstroom                                    | Kotlenjača                        | Centraal-Servië                     | geen                                                                                |
| 38. | Lepenac                             | Лепенац             | 75          | 770                 | Egeïsche Zee           | hoofdstroom                                    | Nerodimka                         | Kosovo                              | Kosovo, Noord-Macedonië                                                             |
| 39. | Đetinja                             | Ђетиња              | 75          | 1486                | Zwarte Zee             | hoofdstroom                                    | Skrapež                           | Centraal-Servië                     | geen                                                                                |
| 40. | Veternica                           | Ветерница           | 75          | 515                 | Zwarte Zee             | hoofdstroom                                    | Sušica                            | Centraal-Servië                     | geen                                                                                |
| 41. | Jerma                               | Јерма               | 74          |                     | Zwarte Zee             | hoofdstroom                                    | Zvonačka reka                     | Centraal-Servië                     | Bulgarije                                                                           |
| 42. | Lab                                 | Лаб                 | 72          | 950                 | Zwarte Zee             | hoofdstroom                                    | Kačandolska reka                  | Kosovo                              | Kosovo                                                                              |
| 43. | Rzav (Drina)                        | Рзав                | 72          | 605                 | Zwarte Zee             | Zwarte Rzav-Rzav                               | Witte Rzav                        | Centraal-Servië                     | Bosnië-Herzegovina                                                                  |
| 44. | Pusta reka (Južna Morava)           | Пуста река          | 71          | 569                 | Zwarte Zee             | Golema-Pusta reka                              | kleinere waterstromen             | Centraal-Servië                     | geen                                                                                |
| 45. | Mostonga                            | Мостонга            | 70          |                     | Zwarte Zee             | hoofdstroom                                    | geen                              | Vojvodina                           | geen                                                                                |
| 46. | Radika                              | Радика              | 70          | 665                 | Adriatische Zee        | Crni Kamen-Ćafa Kadis-Radika                   | kleinere waterstromen             | Centraal-Servië                     | Noord-Macedonië                                                                     |
| 47. | Galacka                             | Галацка             | 69          | 843                 | Zwarte Zee             | hoofdstroom                                    | kleinere waterstromen             | Vojvodina                           | geen                                                                                |
| 48. | Vlasina                             | Власина             | 68          | 1050                | Zwarte Zee             | hoofdstroom                                    | Lužnica                           | Centraal-Servië                     | geen                                                                                |
| 49. | Resava                              | Ресава              | 65          | 685                 | Zwarte Zee             | hoofdstroom                                    | geen                              | Centraal-Servië                     | geen                                                                                |
| 50. | Jegrička                            | Јегричка            | 65          |                     | Zwarte Zee             | hoofdstroom                                    | geen                              | Vojvodina                           | geen                                                                                |
| 51. | Dragovištica                        | Драговиштица        | 63          |                     | Egeïsche Zee           | Mutnica-Božička reka-Dragovištica              | Ljubatska reka                    | Centraal-Servië                     | Bulgarije                                                                           |
| 52. | Pećka Bistrica (Peć Bistrica)       | Пећка Бистрица      | 62          | 505                 | Adriatische Zee        | hoofdstroom                                    | kleinere waterstromen             | Kosovo                              | Kosovo, Montenegro                                                                  |
| 53. | Klina                               | Клина               | 62          | 393                 | Adriatische Zee        | hoofdstroom                                    | Move                              | Kosovo                              | Kosovo                                                                              |
| 54. | Rzav (Golija)                       | Рзав                | 61          | 575                 | Zwarte Zee             | Veliki Rzav-Rzav                               | Mali Rzav                         | Centraal-Servië                     | geen                                                                                |
| 55. | Studenica                           | Студеница           | 60          | 582                 | Zwarte Zee             | Crna reka-Studenica                            | Brusnička reka                    | Centraal-Servië                     | geen                                                                                |
| 56. | Raška                               | Рашка               | 60          | 1193                | Zwarte Zee             | hoofdstroom                                    | Deževska reka                     | Centraal-Servië                     | geen                                                                                |
| 57. | Sokobanjska Moravica                | Сокобањска Моравица | 58          | 606                 | Zwarte Zee             | hoofdstroom                                    | kleinere waterstromen             | Centraal-Servië                     | geen                                                                                |
| 58. | Ub                                  | Уб                  | 57          | 274                 | Zwarte Zee             | hoofdstroom                                    | kleinere waterstromen             | Centraal-Servië                     | geen                                                                                |
| 59. | Lugomir                             | Лугомир             | 57          | 447                 | Zwarte Zee             | Dulenska reka-Lugomir                          | Županjevačka reka                 | Centraal-Servië                     | geen                                                                                |
| 60. | Jerez                               | Јерез               | 56          | 503                 | Zwarte Zee             | hoofdstroom                                    | kleinere waterstromen             | Centraal-Servië                     | geen                                                                                |
| 61. | Jasenička reka                      | Јасеничка река      | 55          |                     | Zwarte Zee             | Vrelska reka-Jasenička reka                    | kleinere waterstromen             | Centraal-Servië                     | geen                                                                                |
| 62. | Dečanska Bistrica (Dečani Bistrica) | Дечанска Бистрица   | 53          | 300                 | Adriatische Zee        | Kožnjarska Bistrica-Dečanska Bistrica          | Kožnjarska Bistrica               | Kosovo                              | Kosovo                                                                              |
| 63. | Jarčina                             | Јарчина             | 53          |                     | Zwarte Zee             | Međeš-Progarska Jarčina                        | kleinere waterstromen             | Vojvodina, Centraal-Servië          | geen                                                                                |
| 64. | Budovar                             | Будовар             | 52          |                     | Zwarte Zee             | Patka-Budovar                                  | kleinere waterstromen             | Vojvodina                           | geen                                                                                |
| 65. | Drenica                             | Дреница             | 51          | 447                 | Zwarte Zee             | hoofdstroom                                    | Vrbovačka reka                    | Kosovo                              | Kosovo                                                                              |
| 66. | Ralja                               | Раља                | 51          | 310                 | Zwarte Zee             | hoofdstroom                                    | kleinere waterstromen             | Centraal-Servië                     | geen                                                                                |
| 67. | Erenik                              | Ереник              | 51          | 516                 | Adriatische Zee        | hoofdstroom                                    | Loćanska Bistrica                 | Kosovo                              | Kosovo                                                                              |
| 68. | Porečka reka                        | Поречка река        | 50          | 538                 | Zwarte Zee             | Šaška-Porečka                                  | Crnajka                           | Centraal-Servië                     | geen                                                                                |
| 69. | Trgoviški Timok                     | Трговишки Тимок     | 50          | 520                 | Zwarte Zee             | Strma reka-Trgoviški Timok                     | Žukovska reka                     | Centraal-Servië                     | geen                                                                                |

## Rivieren korter dan 50 kilometer
- Binačka Morava (Binač Morava), 49 km
- Lepenica, 48 km
- Skrapež, 48 km
- Galovica, 47 km
- Kalenićka reka, 45 km
- Pepeljuša, 45
- Rača, 44 km
- Toponička reka, 43 km
- Čemernica, 43 km
- Kubršnica, 42 km
- Jezava, 47,5 km
- Nerodimka, 41 km
- Tegošnica, 41 km
- Zamna, 41 km
- Belica, 40 km
- Kutinska reka, 40 km
- Lužnica (Vlasina), 39 km
- Kosanica, 38 km
- Dobrava, 38 km
- Studva, 37 km
- Turija (Kolubara), 36 km
- Prizrenska Bistrica, 35 km
- Dičina, 35 km
- Kriva reka, 35 km
- Ljuboviđa, 34 km
- Zasavica, 34 km
- Kudoš, 34 km
- Kamenica (Zapadna Morava), 34 km
- Poblačnica-Ustibarska, 34 km
- Barbatovačka reka, 34 km
- Rupska-Kozarska reka, 34 km
- Peštan, 33 km
- Bela reka (Mačva), 33 km
- Resavčina, 32 km
- Kačer, 32 km
- Jovanovačka reka, 31 km
- Ljig, 31 km
- Bitva, 31 km
- Vizelj, 31 km
- Petrovačka reka, 31 km
- Topčiderska reka, 30 km
- Crnica, 30 km
- Miruša, 30 km
- Plavska reka, 30 km
- Likodra, 30 km
- Gračanica, 30 km
- Gradac, 30 km
- Konjska reka, 30 km
- Turija (Južna Morava), 30 km
- Zlotska reka, 30 km
- Gračanica, 30 km
- Trnovačka reka, 30 km
- Guzajna, 29 km
- Osanica, 29 km
- Vrla, 28 km
- Slatinska reka, 28 km
- Ribnica (Kolubara), 28 km
- Vrla, 28 km
- Velika-Slatinska reka, 28 km
- Lešnica, 28 km
- Veliki Begej, 27 km
- Resavica, 27 km
- Preševska Moravica, 27 km
- Rogačica, 27 km
- Vukodraž, 27 km
- Grza, 26 km
- Ravanica, 26 km
- Sibnica, 26 km
- Šelovrnac, 25 km
- Jošanica, 25 km
- Dojkinička reka, 25 km
- Lužnica (Skrapež), 25 km
- Čikas, 24 km
- Radovanska reka, 24 km
- Jablanica (Valjevo), 24 km
- Despotovica, 24 km
- Ribnica (Ibar), 23 km
- Crnajka, 22 km
- Deževka, 22 km
- Cernica, 22 km
- Vratna, 22 km
- Jelašnica (Južna Morava), 21 km
- Borovštica, 20 km
- Vranj, 20 km
- Mileševka, 20 km
- Bistrica-Boroštica, 20 km
- Sutjeska, 20 km
- Blatašnica, 18 km
- Vučjanka, 18 km
- Keveriš, 17 km
- Gradska reka, 17 km
- Krivaja (Syrmia), 16 km
- Ponjavica, 16 km
- Ostružnička reka, 15 km
- Ljukovo, 14 km
- Bolečica, 12 km
- Rakovički potok, 8,5 km